# Frederik Nannestad
Frederik Nannestad (21. oktober 1693 i Ejdsberg-11. august 1774) var en norsk biskop,
søn af sognepræst Christopher Jensen N. (d. 10. okt.
1707) og hans 3. hustru, Karen Tønnesdatter Unrov, deponerede
1712 og fik attestats 1715, fik Valkendorfs Kollegium, blev 1718
magister, 1722 regensprovst og omtales i denne stilling som en
streng og egennyttig herre. Han havde biskoppens vices ved
universitetet og var her den gamle orthodoxis stive forfægter.
Ved universitetet kunne han have fået stilling som professor
metaphysices, men afslog den, da han ikke ville give slip på
sine theologiske studier. 1732 blev han stiftsprovst i Aarhus, hvor
han 6. aug. 1733 blev gift med Martha Elisabeth Jensdatter Wissing
(f. 10. april 1712, d. 1734, begr. 2. nov.), Datter af mølleejer Jens
W. og Margrethe, f. Meulengracht. Han havde stor anseelse og
var meget glad i stedet, omend hans orthodoxe iver indviklede
ham i strid navnlig om Pontoppidans forklaring, som han endog
fra prædikestolen omtalte i skarpe udtryk. Hans biskop, Peder
Hygom, glemte ham ikke i sine indberetninger, men N.'s anseelse
var så stor, at man ikke kunne røre ham. 1742 fik han den
theologiske doktorgrad for en afhandling om Mariadyrkelsen med
anledning af et gammelt Mariabillede i Ejdsberg Kirke. 1747 blev
han professor theologiæ extraordinarius og 11. maj 1748 biskop i
Throndhjem. Det mærkeligste under hans episkopat her var
oprettelsen af Seminarium Lapponicum, en foranstaltning, der måtte
blive til velsignelse for finnefolket, om den end på grund af
forskellige omstændigheder næppe bar så store frugter, som man
ventede. Det har sin store betydning, at N. gik i sin formand
L. Harboes fodspor og interesserede sig for, at finnerne fik høre
evangeliet forkyndt på deres modersmål. Efter 10 års virke i
Throndhjem blev N. 1758 forflyttet til Christiania bispestol. Her
gjorde han sig straks bemærket ved at indkalde samtlige kandidater
og studenter i byen til eksamen, og et par år efter (1761)
sammenkaldte han i Christianias kirke et visitatsmøde, der siden er blevet
en fast kirkelig skik. Den eneste biskop, der er ordineret i Norge
før 1814, J.C. Spidberg, fik sin indvielse ved N. 1759. Da N.
drog på alderen, fik han stiftsprovst Otto Holmboe adjungeret,
men da denne døde 1. okt. 1773, blev han 9. dec. s. å. entlediget.
Biskop N. er med Bergens biskop O. Irgens et afskedsord
fra den gamle orthodoxe tid. Hans store lærdom bar ganske
denne tids præg, og de ting, han interesserede sig for, kendte
han til de yderste enkeltheder. Dette ses af hans skrifter, hvoraf
det fremgår, at kirkehistorien var hans hovedstudium, og at han
i denne nøje havde mærket sig alt, hvad der hørte til den
kirkelige kultus. Han var under disse studier blevet yderst polemisk
over for katholikker og reformerte, og hans domme over disse faldt
ikke mindre hårde end over pietisterne. I anledning af et
forslag om salg af det beneficerede gods leverede han et indlæg,
der med sin bidende tone indeholder historiske oplysninger af
interesse. Da det blev afgivet, var han også i arbejde med et
stort værk: »Norvegia sacra qvadripartica«, der skal have været
udført på latin til 1757 og siden fortsat på norsk. Han
indbød til subskription på det, men det kom aldrig ud, og
manuskriptet er forsvundet. Når han i sin ungdom (af Schwartzkopf)
omtales som gerrig, skaffede han sig siden et ry for det modsatte.
I Aarhus forærede han sit hus til bolig for sine efterfølgere i
embedet, oprettede siden et legat og gav tilbage de stipendier,
han havde nydt ved universitetet. Overalt, hvor han kom, var
han en meget anset mand.